# Viroză respiratorie
Viroza respiratorie reprezintă o boală infecțioasă virală a căii respiratorii superioare ce afectează îndeosebi zona nazală. Ea mai este cunoscută și sub denumirea de rinofaringită, coriză acută (rinită acută, guturai), sau mai simplu, răceală. Simptomele care apar pot include tuse, dureri la nivelul gâtului, secreții nazale (rinoree) și senzația de strănut. Uneori este prezentă și febra, care în mod obișnuit dispare în decurs de cel mult 7-10 zile. Cu toate acestea, unele simptome pot continua să persiste până la trei săptămâni. Dintre cele peste 200 de virusuri cunoscute ce pot determina apariția răcelii, rinovirusurile sunt cel mai des întâlnite.
În general, infecțiile tractului respirator superior sunt împărțite în funcție de zona afectată. Viroza respiratorie afectează în primul rând nasul, gâtul (faringită) și sinusurile (sinuzită). Ocazional, poate apărea și o conjunctivită la unul dintre ochi sau chiar ambii ochi. Simptomele sunt în cea mai mare parte declanșate mai degrabă de răspunsul autoimun al organismului la infecție, decât de distrugerea propriu-zisă a virusurilor asupra țesuturilor. Principala modalitate de prevenție constă în spălarea mâinilor, eventual și purtarea unei măști medicale de protecție, pentru un grad crescut de eficacitate. Există posibilitatea ca răceala să evolueze uneori către o pneumonie de origine virală sau bacteriană (pneumonie secundară).
Viroza respiratorie este cea mai frecventă boală care cauzează infecție la oameni. Nu există remediu pentru ea, dar simptomele pot fi tratate. De regulă, un adult poate răci de 2-3 ori într-un an, iar un copil de 6-12 ori. Aceste infecții există în rândul oamenilor încă din antichitate.

## Semne și simptome
Simptomele tipice ale unei răceli includ tuse, rinoree, congestie nazală și durere sau iritație în zona gâtului. Câteodată, acestea sunt însoțite de durere musculară (mialgie), senzație de oboseală, cefalee (durere de cap) și scăderea poftei de mâncare. Durerea de gât este prezentă în aproximativ 40% dintre cazuri, în timp ce pentru tuse și dureri musculare procentul este de aproape 50%. La adulți, febra în general nu este prezentă, dar apare în mod obișnuit la sugari și copii. De asemenea, tusea este de obicei mai ușoară decât cea care însoțește gripa. Prezența simultană a tusei și a febrei indică, în cazul adulților, o probabilitate mai ridicată de gripă decât de viroză. De altfel, între cele două condiții patologice, există o serie întreagă de similarități. Totodată, infecțiile cauzate de un număr de virusuri implicate în apariția răcelii pot să fie uneori și asimptomatice. Culoarea sputei sau secreției nazale poate varia de la incoloră spre galben sau verde și nu indică etiologia agentului responsabil de infecție.

### Evoluție
O răceală începe în mod normal printr-o senzație de oboseală și de frig, strănut și o durere de cap, urmată în zilele următoare de secreții nazale și tuse. Simptomele se pot manifesta în primele 16 ore de la expunere, atingând apogeul la 2-4 zile de la debut. Acestea se ameliorează, în mod obișnuit, în 7-10 zile, dar în unele cazuri pot persista până la trei săptămâni. Durata medie a tusei este de 18 zile, iar în unele cazuri, persoanele afectate pot dezvolta o tuse post-virală care se poate menține după ce infecția a dispărut. La copii, tusea durează mai mult de zece zile în 30-40% din cazuri, ajungând la peste 25 de zile în 10% din cazuri.

## Etiologie

### Virologie

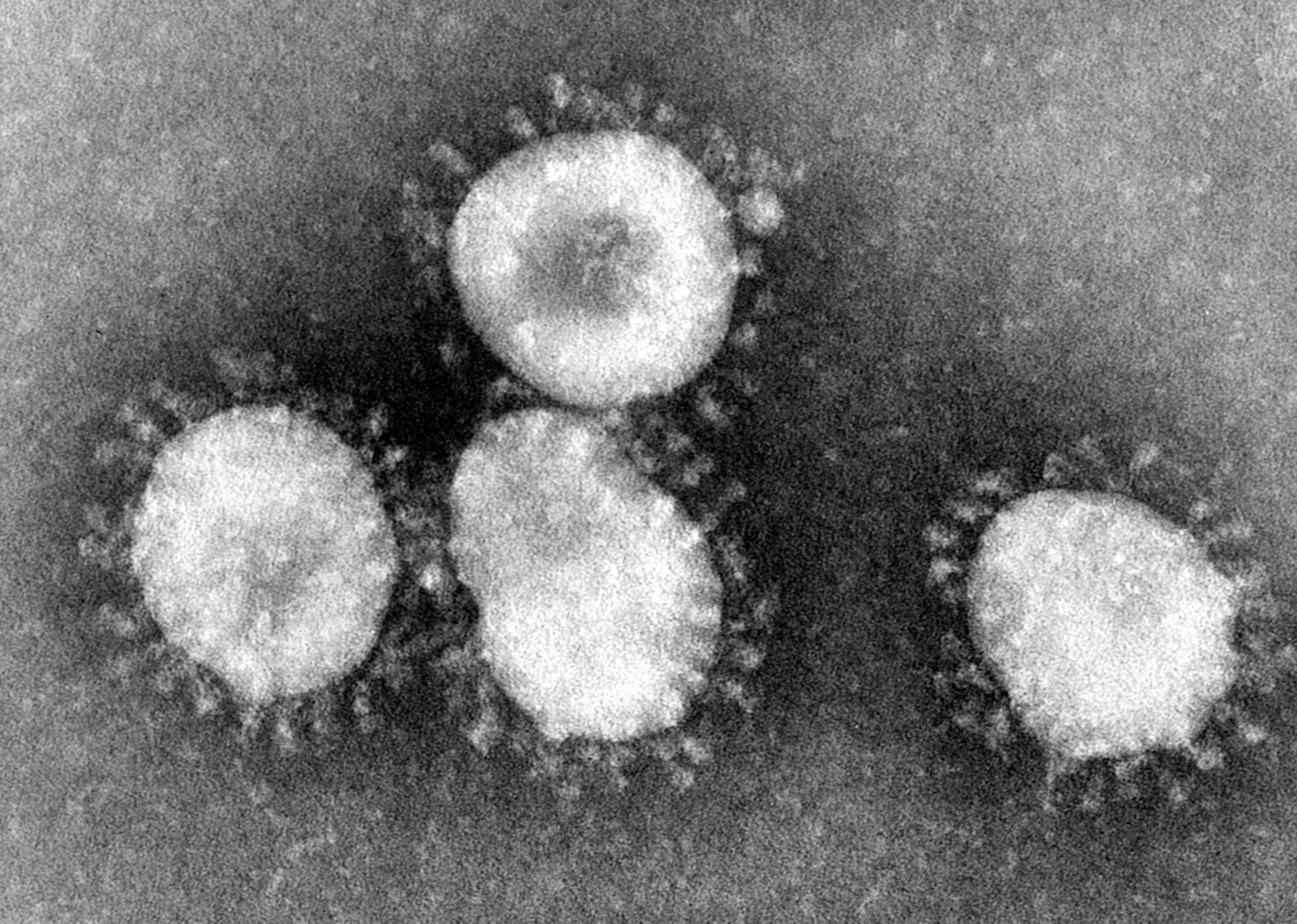
Coronavirusurile sunt un grup de virusuri cunoscute pentru rolul lor în viroza respiratorie. Acestea prezintă o aureolă (halou) atunci când sunt vizualizate cu un microscop electronic.

Viroza respiratorie este o infecție a căilor respiratorii superioare. Agentul patogen cel mai des incriminat este rinovirusul (30-80%), un tip de picornavirus ce conține 99 de serotipuri cunoscute. Alte tipuri implicate pot fi: coronavirusul (~15%), influenza (10-15%), adenovirusul (5%), parainfluenza (virusurile paragripale), virusul sincițial respirator (VSR), enterovirusurile (altele decât rinovirusurile) și metapneumovirusul uman. Adesea, este prezent mai mult decât un singur virus. În total, peste două sute de tipuri diferite de virusuri sunt asociate cu răcelile.

### Mod de transmitere
Virusul responsabil de răceală se transmite în mod tipic prin inhalarea picăturilor mici din aer (aerosoli), prin contact direct cu secreții nazale infectate sau diverse obiecte prin care se poate transmite infecția (îmbrăcăminte de lână, cărți). Până în acest moment nu s-a stabilit care dintre aceste căi prezintă riscul cel mai mare. Cu toate acestea, contactul fizic dintre persoane, cu sau fără implicarea unui obiect contaminat, pare să fie de-o mai mare importanță decât transmiterea prin aerosoli. Virusurile au capacitatea de a supraviețui perioade îndelungate de timp în mediu (peste 18 ore în cazul rinovirusurilor). Se pot atașa de mâinile oamenilor cu care vin în contact și ulterior transmise către ochii sau nasul lor unde infecția are loc. Transmiterea este des întâlnită în cadrul grădinițelor sau școlilor, din cauza prezenței multor copii cu imunitate scăzută, care adesea au și o igienă precară. Prin intermediul lor, aceste infecții sunt transmise mai apoi acasă, către alți membrii ai familiei. Nu există nici-o dovadă că aerul recirculat din timpul zborurilor cu avioanele comerciale ar fi o metodă de transmitere. Totuși, persoanele care se află în proximitatea acestor guri de ventilație a aerului pot prezenta un risc crescut. Răcelile cauzate de rinovirus au cel mai mare grad de infecțiozitate doar în primele trei zile de la apariția simptomelor, fiind mult mai puțin periculoase ulterior.

### Rolul vremii în apariția răcelii
Potrivit tradiției populare, răceala poate fi „luată” ca urmare a expunerii prelungite la temperaturi scăzute, cum ar fi condițiile de ploaie sau iarnă. Câteva dintre virusurile care cauzează răceala sunt sezoniere, având loc mult mai frecvent în timpul condițiilor de umezeală sau de frig. Motivul care stă la baza acestui fapt nu au fost pe deplin elucidate. Cauzele ar putea fi determinate de schimbările induse de frig asupra sistemului respirator, răspunsul imun scăzut și nivelul scăzut de umiditate care crește gradul de transmitere virală. Acesta din urmă are loc probabil datorită aerului uscat care permite aerosolilor virali să se disperseze pe o distanță mai lungă și să persiste mai mult timp în aer. Ar putea fi și din cauza factorilor sociali, prin persoanele care petrec mai mult timp într-o încăpere lângă o persoană infectată, așa cum este cazul, în mod specific, copiilor la școală. Scăderea temperaturii organismului, ca factor de risc, este destul de controversată. Majoritatea dovezilor sugerează că ar putea totuși reprezenta o susceptibilitate crescută la infecții.

### Alte cauze
Imunitatea de grup, generată de o expunere anterioară la virusurile care determină răceala, are un rol important în limitarea transmiterii virale. Acest lucru a fost observat în rândul tinerilor, care prezintă un risc crescut de infecții respiratorii. Un sistem imunitar slăbit poate fi, de asemenea, un factor de risc pentru boală. Privarea de somn și malnutriția au fost și ele asociate cu un risc crescut de dezvoltare a infecției în urma expunerii la rinovirus, datorită efectelor lor asupra funcției imunitare. Alăptarea scade riscul otitei medii acute și infecțiilor tractului respirator inferior, alături de alte boli. Este recomandat ca alăptarea să fie continuată atunci când sugarul suferă de răceală. În țările dezvoltate alăptarea ar putea să nu fie, totuși, suficientă pentru protecția împotriva virozei respiratorii.

## Fiziopatologie

Viroza respiratorie este o afecțiune a tractului respirator superior.

Simptomele virozei respiratorii sunt considerate a fi în primul rând legate de răspunsul imun la virus. Mecanismul acestuia este specific fiecărui tip de virus. Spre exemplu, rinovirusul se transmite în mod tipic prin contact direct, legându-se de receptorii ICAM-1 ai omului, prin mecanisme necunoscute, pentru a declanșa eliberarea de mediatori ai inflamației, care mai apoi produc simptomele. Acest lucru nu cauzează, în general, destrucții la nivelul epiteliului nazal. Pe de altă parte, virusul sincițial respirator (VSR) se transmite atât prin contact direct cât și prin inhalarea de aerosoli. Apoi acesta se multiplică, la nivelul nasului și gâtului, înainte de a se extinde (adesea) către tractul respirator inferior. VSR provoacă, într-adevăr, deteriorarea țesutului epitelial. De asemenea, virusul paragripal induce și el în mod obișnuit o inflamație la nivelul mucoasei nazale, gâtului și bronhiilor. La copiii mici, atunci când afectează traheea, acest virus poate determina simptomatologia unui crup (obstrucție a laringelui), datorită dimensiunii mici ale căilor sale respiratorii.

## Diagnostic
Distincția dintre diferite infecții virale ale tractului respirator superior se face, în genere, în funcție de locul în care apar simptomele. Viroza respiratorie afectează cu precădere zona nazală, faringita - gâtul, iar bronșita - plămânii. Toate acestea, însă, se pot întrepătrunde în mod significant, astfel că mai multe zone pot fi afectate (în același timp). Răceala este adesea definită ca o inflamație nazală cu o inflamare a gâtului de intensitate variabilă. Sunt frecvente cazurile în care persoanele afectate își diagnostichează singuri această boală. Izolarea agentului viral implicat propriu-zis este rar efectuată. În general, nu este posibilă identificarea tipului de virus doar pe baza simptomelor.

## Prevenire
Singurele modalități utile, ce pot reduce răspândirea acestor virusuri, sunt mijloacele fizice, cum ar fi spălarea mâinilor și măștile de protecție. În cadrul unităților de sanitare, halatele și mănușile de unică folosință sunt de asemenea folosite. Izolarea (ex. carantină) nu este posibilă deoarece boala este foarte larg răspândită, iar simptomele nu sunt specifice. Vaccinarea s-a dovedit a fi dificilă datorită numărului mare de virusuri implicate și mutațiilor rapide ale acestora. Realizarea unui vaccin eficient pe scară largă este până în acest moment foarte improbabilă.
Spălarea cu regularitate a mâinilor pare să aibă efect în reducerea transmiterii virusurilor responsabili de răceală, în special în rândul copiilor. Nu se cunoaște dacă, pe lângă această măsură, utilizarea de medicamente antivirale sau antibacteriene contribuie la sporirea gradului de protecție. Purtarea măștilor de protecție atunci când în jur se află persoane infectate poate avea un efect benefic. Cu toate acestea, nu există suficiente dovezi că menținerea unei mai mari distanțe sociale ar aduce vreun plus în acest sens. Suplimentele de zinc pot ajuta la reducerea prevalenței răcelii. Administrarea de rutină a suplimentelor de vitamina C nu reduce riscul de infectare sau severitatea virozei respiratorii, însă îi poate reduce durata.

## Tratament

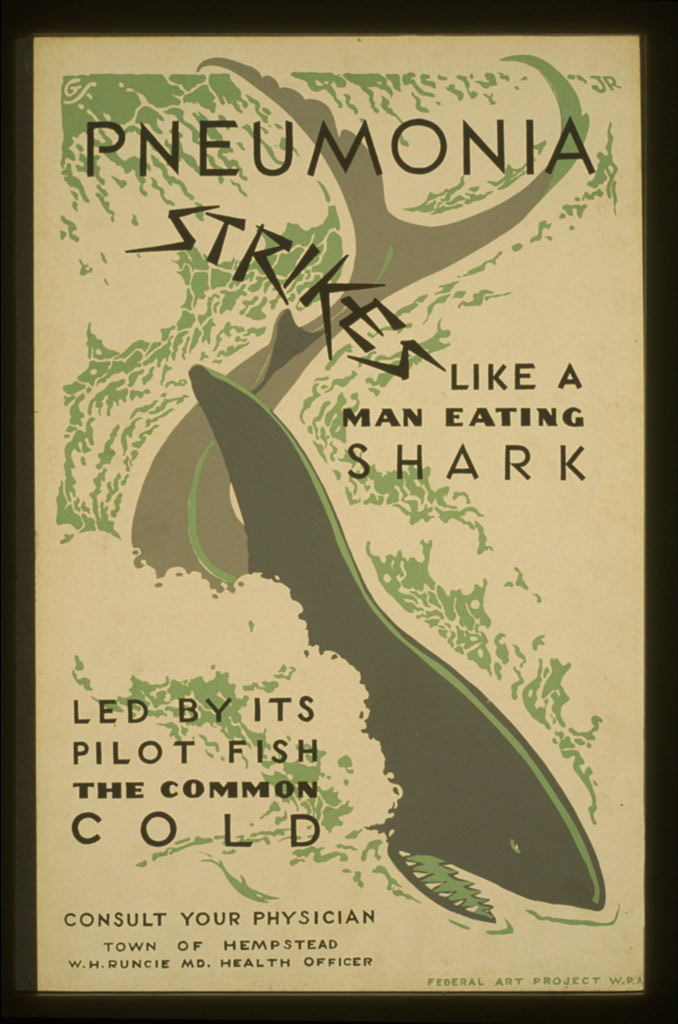
Poster care îi încurajează pe oameni să consulte medicul pentru tratarea virozei respiratorii

Nicio medicație sau remediu naturist nu a fost dovedit că ar reduce durata infecției. Până în acest moment, tratamentul cuprinde numai ameliorarea simptomelor. Odihna multă, consumarea lichidelor pentru menținerea hidratării și gargara cu apă caldă cu sare sunt măsuri conservative rezonabile. Cu toate acestea, multe dintre beneficiile tratamentului sunt atribuite efectului placebo.

### Tratamentul simptomatic
Tratamentele care ajută la alinarea simptomelor includ analgezice simple și antipiretice, cum ar fi ibuprofenul și paracetamolul (acetaminofenul). Eficiența antitusivelor față de analgezicele simple nu a fost demonstrată. În plus, nu sunt recomandate copiilor din cauza lipsei unor dovezi care să susțină eficiența lor, precum și datorită potențialului dăunător al acestora. În anul 2009, Canada a restricționat comercializarea fără rețetă a medicamentelor de răceală și tuse pentru copiii de până la șase ani din cauza îngrijorării privind riscurile și beneficiile nedovedite. Nici pentru adulți nu există dovezi suficiente care să justifice folosirea antitusivelor. Utilizarea defectuoasă a dextrometorfanului (un medicament pentru tuse vândut fără rețetă medicală) a condus, în mai multe țări, la interzicerea lui.
La adulți, simptomele de rinoree pot fi reduse de către antihistaminicele de prima generație. Totuși, acestea câteodată efecte adverse, cum ar fi somnolența. Alte decongestionante, precum pseudoefedrina, sunt și ele eficiente la adulți. Sprayul nazal Ipratropium poate reduce simptomele de rinoree, dar are un efect scăzut asupra senzației de zăpușeală. Antihistaminicele de a doua generație nu par a fi eficiente.
Din cauza lipsei studiilor medicale, nu este cunoscut dacă consumul crescut de lichide ameliorează simptomele sau scurtează durata afecțiunii respiratorii. O situație similară există și pentru utilizarea aerului umidificat încălzit. În urma unui studiu, s-a ajuns la concluzia că frecția pe piept cu un gel mentolat pe bază de petrolatum asigură o oarecare ameliorare a tusei și congestiei nocturne, precum și a dificultății de a dormi.

### Antibiotice și antivirale
Antibioticele nu au vreun efect împotriva infecțiilor virale și deocamdată niciun beneficiu asupra virusurilor care cauzează răceala. Deși antibioticele pot fi în general dăunătoare, din cauza efectelor lor secundare, ele sunt încă adesea prescrise de către medici. Printre motivele care stau la baza prescrierii lor atât de frecvente se numără speranța pe care au oamenii de la ele, dorința medicilor de a ajuta, dar și dificultatea în a exclude complicațiile care ar putea fi date de antibiotice. Medicamente eficiente pentru viroza respiratorie nu există, deși anumite cercetări preliminare au demonstrat unele beneficii.

### Medicină alternativă
Deși există multe tratamente alternative utilizate pentru viroza respiratorie, nu există suficiente probe științifice pentru a susține utilizarea celor mai multe dintre ele. Cel puțin până în anul 2010, nu existau dovezi suficiente pentru a le recomanda pentru răceală sau în locul spălăturii nazale (care uneori se poate face pe bază de miere). Pe de altă parte, suplimentele de zinc sunt utilizate pentru tratarea simptomelor, cu studii care sugerează reducerea duratei și severității răcelii în cazul administrării lor la cel mult 24 ore de la declanșarea simptomatologiei. Acest lucru este valabil doar pentru persoanele anterior sănătoase. Datorită diferențelor mari dintre studiile efectuate, este necesară o cercetare suplimentară pentru a determina cum și când este eficientă administrarea de zinc. Tabletele de zinc pot avea efecte adverse, iar în același timp, nici raționamentul recomandării lor de către medici pentru viroză nu este unul solid. Deși îndelung cercetat, efectul vitaminei C asupra virozei respiratorii este dezamăgitor, cu excepția unor circumstanțe restrânse, respectiv persoane care fac un efort fizic intens în medii de frig. Evidențe privind utilitatea echinaceei sunt lipsite de consistență. Diferite tipuri de suplimente de echinaceea pot varia în ceea ce privește efectul pe care îl produc. Eficiența usturoiului în influențarea răcelii este necunoscută. Asupra vitaminei D s-a concentrat un singur studiu clinic, însă nu a reușit să găsească vreun beneficiu.

## Prognostic
Viroza respiratorie este în general moderată și autolimitantă[A], majoritatea simptomelor atenuându-se în decurs de o săptămână. Jumătate dintre cazuri se ameliorează în 10 zile, iar 90% din cazuri în 15 zile. Complicațiile severe, dacă apar, se manifestă în general la persoanele foarte vârstnice, foarte tinere și la persoanele imunodepresive. Pot apărea și infecții bacteriene secundare, care pot provoca la sinuzită, faringită sau o infecție la nivelul urechii. Se estimează că sinuzita apare în 8% din cazuri, iar o infecție în zona urechii în 30% din cazuri.

## Epidemiologie
Viroza respiratorie este cea mai obișnuită boală umană și toți oamenii de pe glob sunt afectați de ea. Tipic, adulții pot prezenta anual două până la cinci infecții, în timp ce copiii pot avea între șase și zece răceli pe an (ajungând până la douăsprezece răceli pentru copiii de vârstă școlară). Incidența infecțiilor simptomatice este crescută la persoanele de vârsta a treia din cauza unui sistem imunitar în continuă scădere.
Nativii americani și eschimoșii au șanse mai mari să fie infectați de răceli și să dezvolte mult mai des complicații precum otita medie, decât populațiile caucaziene (oameni de culoare albă). Explicația acestui fapt ar putea fi dată mai degrabă de condițiile socio-economice precare și modul de viață (triburi)[B] decât de etnie.

## Istoricul bolii
Deși cauza virozei respiratorii a fost identificată abia începând din anii 1950, boala a fost prezentă la om din timpuri străvechi. 
Simptomele sale și tratamentul au fost descrise în papirusul egiptean Ebers, cel mai vechi text medical existent, scris înainte de secolul 16 î.e.n. Numele de „răceală” a început să fie folosit începând cu secolul al-XVI-lea datorită similitudinii dintre simptomele sale și cele în urma expunerii la vremea rece.
În Marea Britanie, unitatea de cercetare a virozei respiratorii (Common Cold Research Unit sau CCU) a fost înființată de Consiliul Medical de Cercetare în 1946. De către această unitate a fost descoperit în 1956 rinovirusul. În anii '70, CCU a demonstrat că tratamentul cu interferon în timpul fazei de incubație a infecției cu rinovirus oferă o oarecare protecție față de boală, însă niciun tratament practic nu a putut fi dezvoltat. Unitatea a fost închisă în 1989, la doi ani după ce a încheiat cercetarea privind rolul pastilelor de gluconat de zinc în profilaxia și tratamentul răcelilor cu rinovirus. Acesta a fost singurul tratament de succes din toată istoria unității.

## Costurile virozei respiratorii

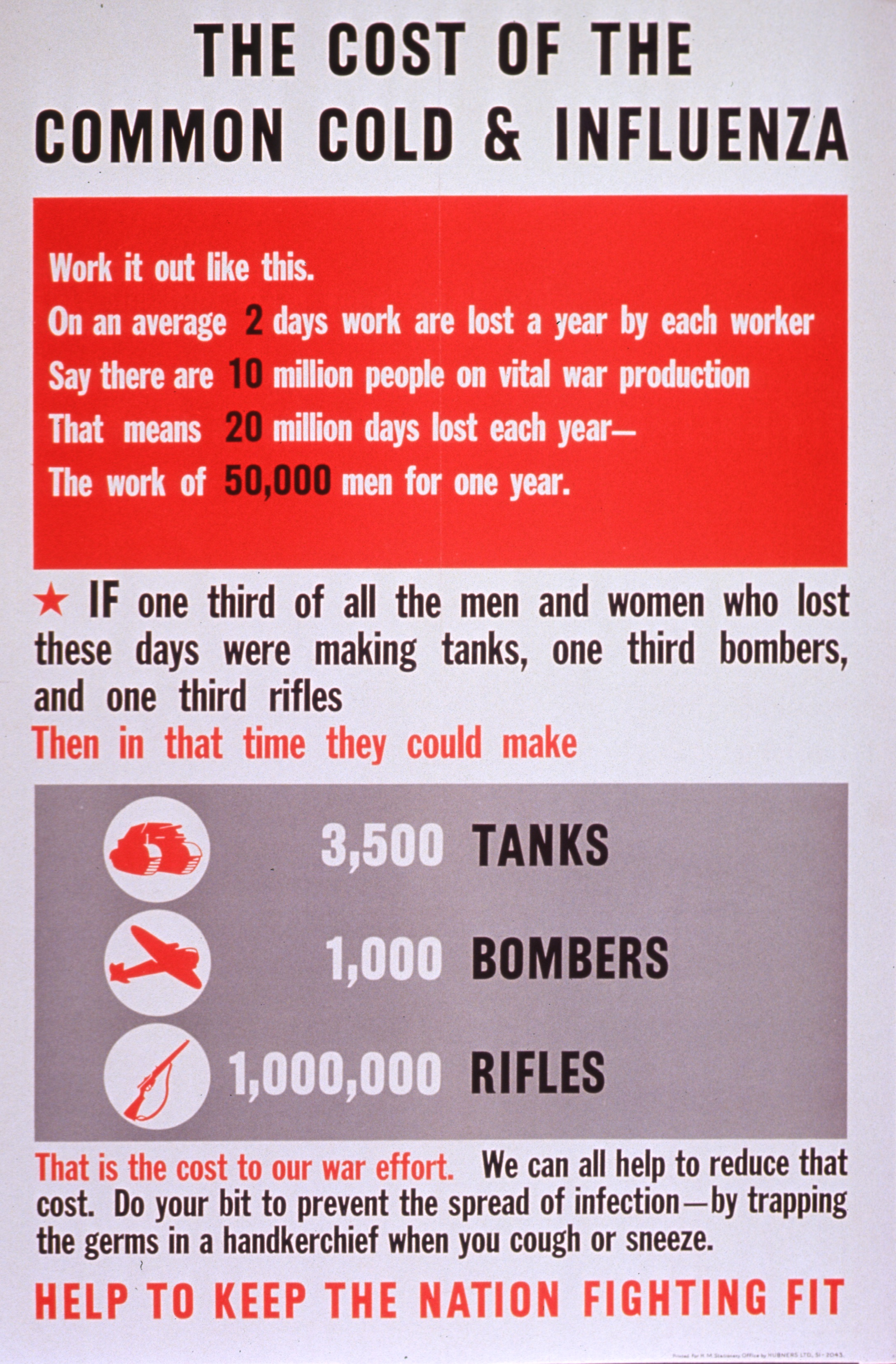
Poster britanic din al doilea război mondial ce arată costul virozei respiratorii

Impactul economic al răcelii nu este foarte bine înțeles în cea mai mare parte a lumii. În Statele Unite ale Americii, viroza respiratorie duce la 75 - 110 de milioane de vizite la medic pe an, cu un cost moderat estimat la 7,7 miliarde de dolari. Americanii cheltuiesc 2,9 miliarde de dolari pe medicamente fără prescripție medicală și încă 400 de milioane de dolari pe medicații, pentru ameliorarea simptomelor, pe bază de prescripție medicală. Mai mult de o treime dintre oamenii care merg la medic primesc o prescripție de antibiotic, ceea ce are implicații asupra rezistenței la antibiotice. Anual, se estimează că în jur de 22 - 189 de milioane de zile școlare sunt absentate din cauza unei răceli. Ca urmare, părinții au lipsit la rândul lor aproximativ 126 de milioane de zile lucrătoare pentru a sta acasă să-și îngrijească copiii bolnavi. Dacă acestea sunt adăugate la cele 150 de milioane de zile lucrătoare absentate de angajații care suferă de răceală, impactul economic total al pierderilor de pe piața muncii aferente răcelii depășește 20 de miliarde de dolari pe an. Acest fapt este considerat responsabil de 40% din timpul de lucru pierdut în Statele Unite.

## Cercetare
Mai multe antivirale au fost testate pentru a se stabili eficiența lor în cazul virozei respiratorii. Cu toate acestea, până în anul 2009, nici-unul nu a fost găsit eficient și nu a primit licență de comercializare. În prezent, există mai multe studii clinice în curs de desfășurare. Unele dintre acestea testează medicamentul antiviral pleconaril, care pare a avea premizele necesare pentru a combate picornavirusurile. Alte studii, în schimb, efectuează teste asupra eficacității vapendavirului (numit și BTA-798). Administrarea orală a pleconarilului a ridicat probleme de siguranță, motiv pentru care s-a studiat și o formă pe bază de aerosoli.
O terapie antivirală cu spectru larg, având la bază o caspază oligomerizată de ARN-dublu catenar activat, este în acest moment dezvoltată la Institutul de Tehnologie din Massachusetts (SUA). Studiile preliminare efectuate au demonstrat că este eficientă în tratarea rinovirusului, alături de virusuri infecțioase.
Cercetătorii americani de la Universitatea Medicală Maryland din Baltimore și Universitatea Wisconsin–Madison au reușit să secvențieze genomul pentru toate tulpinile de rinovirusuri cunoscute care afectează omul.